# إسكندر كباب
إسكندر كباب هو أحد أشهر الأطباق في شمال غرب تركيا . أخذت اسمها من مخترعها إسكندر أفندي الذي عاش في بورصة في أواخر القرن التاسع عشر الإمبراطورية العثمانية